# 贅語
贅語，或称贅字、贅詞、贅言、冗詞、冗語等（英語：Pleonasm）可視為話語中的表現方式，是種语病，即過多不必要的話，或是重複同樣意思的字詞。

## 例子
- 在漢語中，然後...就是...常常被用來接續要說的下一段話，或當作發語詞。例：我今天早餐吃完後，然後就出門了。（然後跟就這裡是同樣意思，使用就意思會比較簡潔）
- 英語裡也有一些例子，如：Could you repeat it again? 你可以再一次重說嗎？（repeat已有要求對方再次說的意思，加上again顯得冗長）[1]
- 兩種語言交互使用時，也可能出現贅語。例如「HIV病毒」（HIV的V是英語virus，即病毒）、「ATM提款機」（M是英語machine，即機器）等。
- 贅字[2]

- 小華有去學校上課。（×）

小華去學校上課。
- 我昨天有看見王老師。（×）

我昨天看見王老師。
- 你的英文試卷有寫了沒有？（×）

你的英文試卷寫了沒有？
- 你有去過網咖嗎？（×）

你去過網咖嗎？
- 贅詞（意思相似的語詞連續使用）[2]

- 小華住在一棟十分非常危險的房子裡。

說明：
「十分」和「非常」是相似詞，取其中一個即可。如：小華住在一棟非常危險的房子裡。
- 可藉改寫句式刪減的多餘字詞

- 某人對某事進行研究。（×）

某人研究某事。
- 語言癌。例如「進行一個下架的動作」或「做一個了解的部分」。[3]

## 外部連結
- 口語贅詞遭批 卡洛琳問鼎國會路迢迢 （页面存档备份，存于）
- （英文）英語贅言的介紹-Pleonasm （页面存档备份，存于）